# Храм Вознесения Господня (Павловский Посад)
Храм Вознесения Господня — приходской православный храм в городе Павловском Посаде Московской области. Относится к Павлово-Посадскому благочинию Балашихинской епархии Русской православной церкви.

## История
Храм был построен в 1908 году благочестивой семьей совладельцами ткацкой фабрики Кудиных по проекту архитектора Владимира Павловича Десятова. Внешний вид храма отдаленно напоминает храм Христа Спасителя в Москве.
Подготовительные работы начались в 1906 году. Они подготовили кирпич, вырыли яму и построили на земле грязевой замок.
30 августа 1909 года состоялось освящение главного престола в честь Вознесения Христова, которое совершил епископ Дмитровский Трифон (Туркестанов) во главе со священником протоиереем Константином Голубевым, будущим святым мучеником. В 1910 году были освящены приделы свт. Димитрия и прп. Сергия, все тем же владыкой Трифоном.
Некоторое время (примерно полгода) после открытия храма и его освящения службы совершать приходил священник из храма Рождества Пресвятой Богородицы первый настоятель иеромонах Варнава. О нем известно очень мало, это был опытный священник, который много потрудился над созиданием настоящей приходской жизни. Скончался в возрасте 81 года в алтаре, стоя у престола с крестом и Евангелием в руках.
Преемником отца Варнавы стал священник Василий, который имел медицинское образование и многим бескорыстно помогал как врач.
В годы гонений Церковь Вознесения Господня в Городке не закрывалась, как и многие другие. Но этот храм был поруган и разграблен. Многое пришло в упадок из-за отсутствия финансирования и церковной политики.
Третьим священником был назначен отец Димитрий. В 1921 году он был арестован, и больше о нем никто не слышал.
С 1921 по 1933 год священником в Вознесенской церкви был иеромонах Никодим. Он похоронен на кладбище возле храма. Затем наступил период, когда священники не назначались или не заменяли приходы несколько раз в год.
С августа 1936 года в храме служил будущий священномученик Алексий Воробьев.
8 августа 1937 года отец Алексий был арестован и вскоре тройкой НКВД был приговорен к расстрелу.
С 1 января 1944 года будущим главой Успенской церкви был будущий митрополит Кишиневский и молдавский Нектарий (Григорьев) (+ 1969), в то время он был в сане архимандрита. После войны архимандрит Софроний (+ 1958) был настоятелем церкви с 1946 года. С другой стороны, было время, когда приоритеты сменялись. Протоиерей Александр Померанцев долгое время служил в храме. Настоятель — отец настоятель Иларион (Костюк) служил в церкви до 1979 года. Именно на алтаре храма возле часовни св. Сергий.
Воскресная школа при храме Вознесения Господня на Городке была воссоздана по благословению отца Василия Бащука в 1992 году, одной из первых в районе.
Архиепископ Василий Бащук (+ 2003) долгое время был священником прихода Вознесенской церкви. Его призвали сюда в 1979 году. Он прослужил здесь до самой смерти, которая произошла в 2003 году. Он был похоронен в церковной ограде за алтарем храма.
В августе 2006 года был заменен купол, который находился в аварийном состоянии.
14 ноября 2007 года в праздник Покрова Пресвятой Богородицы на Калининском посёлке была освящена часовня, приписываемая Вознесенскому храму в городе. Часовня посвящена празднику Покрова Божией Матери.
12 июня 2009 г. В День независимости России и в день города Павловского Посада на центральной площади нашего города с большой толпой народа мэр М. Корсак, настоятель храма получил диплом победителя городского приукрашивающего конкурса в номинации «Лучшее религиозное учреждение приукрашивания города Павловского Посада».

## Духовенство
- Настоятель храма — иерей Марк Ермолаев
- Иерей Димитрий Шмаров
- Диакон Илия Елисеенко[5]

## Святыни храма
- Ковчег с частичкой мощей свт. Димитрия, мит. Ростовского
- Ковчег с частичкой мощей св. влмч. Варвары
- Ковчег с частичками мощей святых угодников Божиих
- Икона свмуч. Пантелимона, написанная на горе Афон
- Икона свт. Николая, написанная на горе Афон
- Икона Божией Матери Иерусалимская
- Икона Божией Матери «Неупиваемая Чаша»
- Икона Божией Матери Иверская, написанная на горе Афон
- Икона с частичкой мощей прп. Сергия Радонежского
- Икона с частичкой мощей свт. Димитрия, мит. Ростовского
- Икона с частичкой мощей блж. Матроны Московской
- Икона с частичкой мощей свт. Иннокентия, еп. Пензинского[6]